# Malrevers
Malrevers ist eine französische Gemeinde mit 756 Einwohnern (Stand 1. Januar 2022) im Département Haute-Loire in der Region Auvergne-Rhône-Alpes (vor 2016 Auvergne); sie gehört zum Arrondissement Le Puy-en-Velay und zum Kanton Emblavez-et-Meygal.

## Geographie
Malrevers liegt im Zentralmassiv, etwa neun Kilometer nordöstlich von Le Puy-en-Velay. Umgeben wird Malrevers von den Nachbargemeinden Beaulieu im Norden, Rosières im Norden und Nordosten, Saint-Étienne-Lardeyrol im Osten und Südosten, Blavozy im Süden, Chaspinhac im Westen sowie Lavoûte-sur-Loire im Nordwesten. 

## Bevölkerungsentwicklung
| Jahr                       | 1962 | 1968 | 1975 | 1982 | 1990 | 1999 | 2009 | 2020 |
| Einwohner                  | 471  | 435  | 441  | 520  | 592  | 691  | 711  | 762  |
| Quellen: Cassini und INSEE |      |      |      |      |      |      |      |      |

## Sehenswürdigkeiten
- Kirche Saint-Julien-de-Brioude

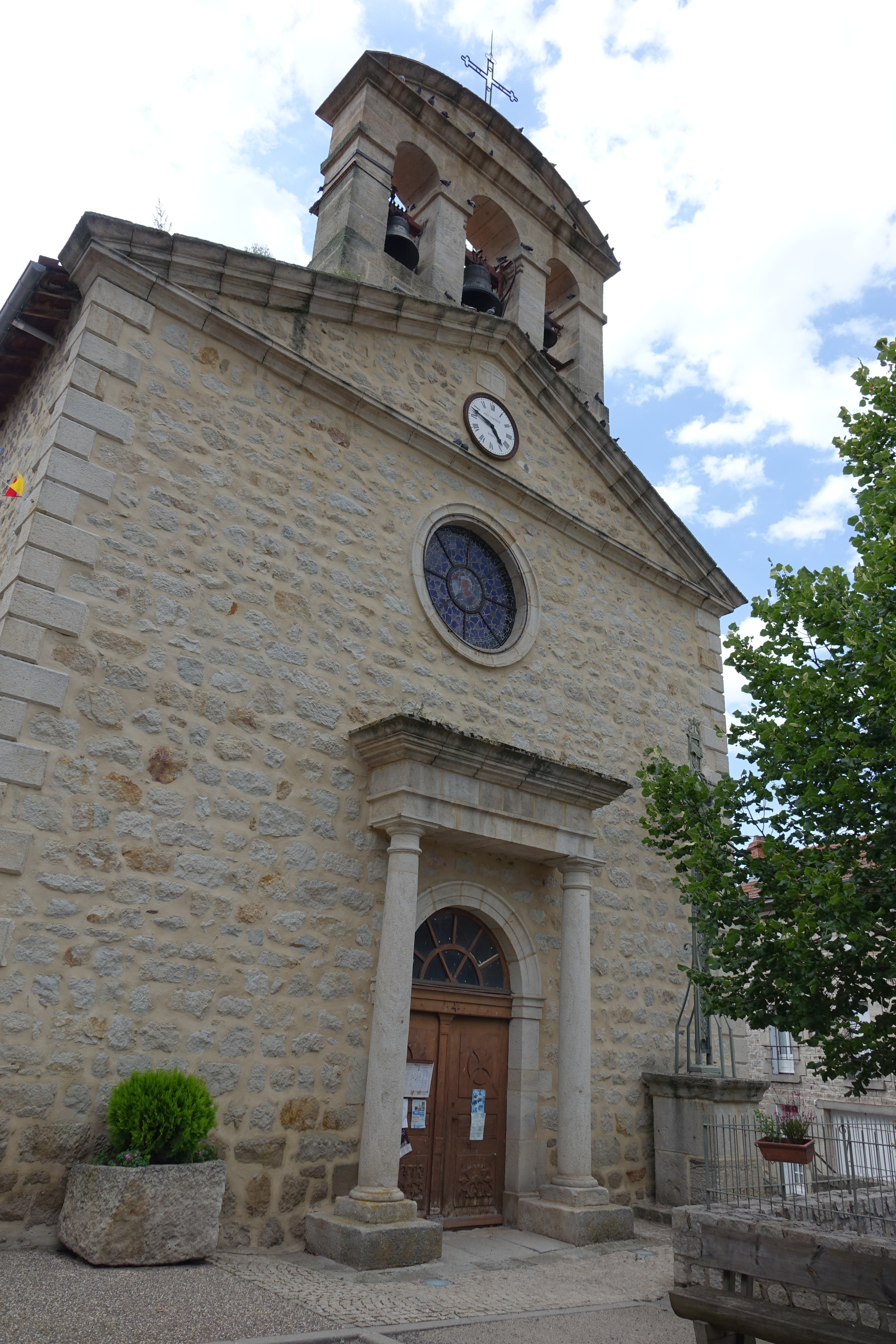
Kirche Saint-Julien
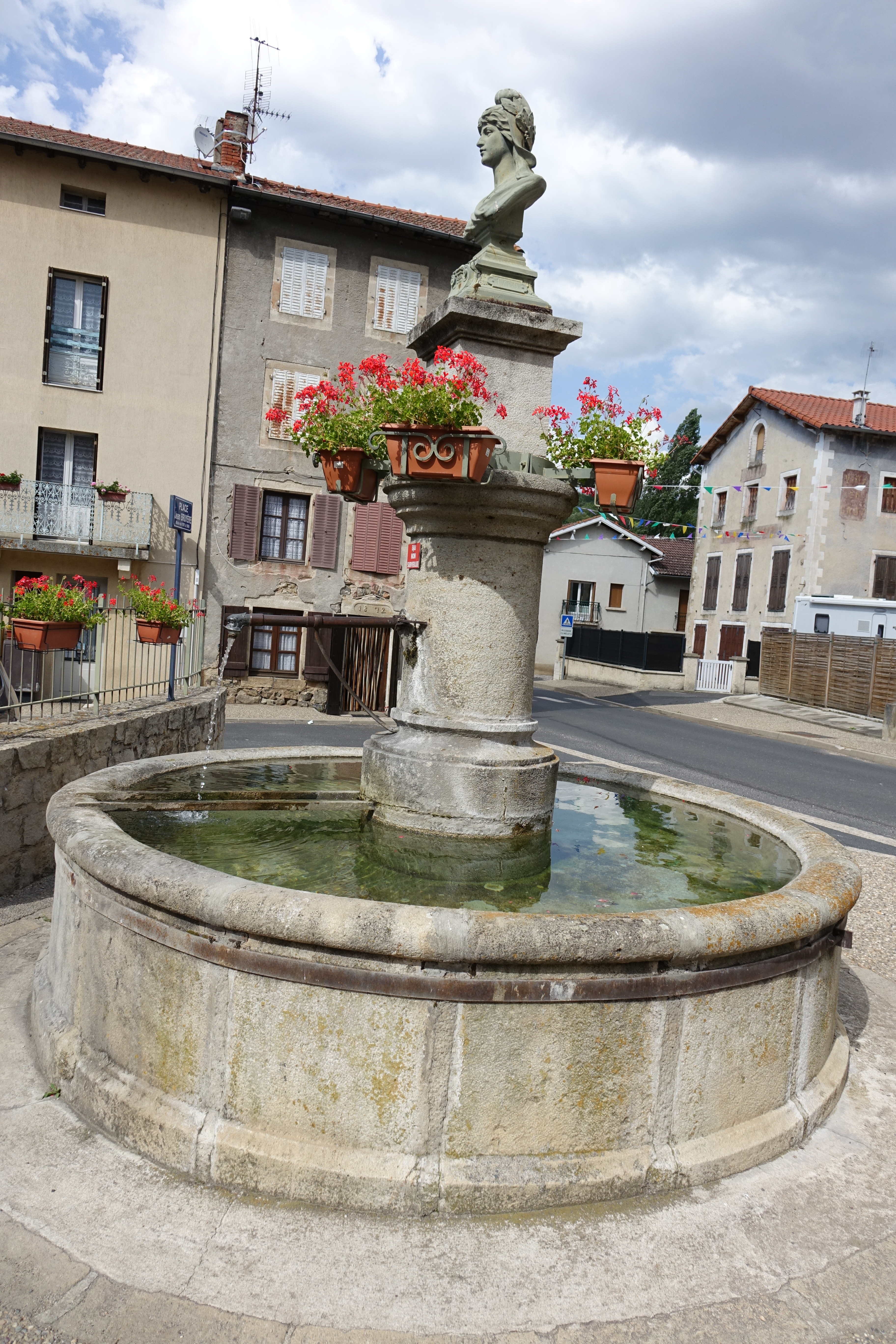
Brunnen
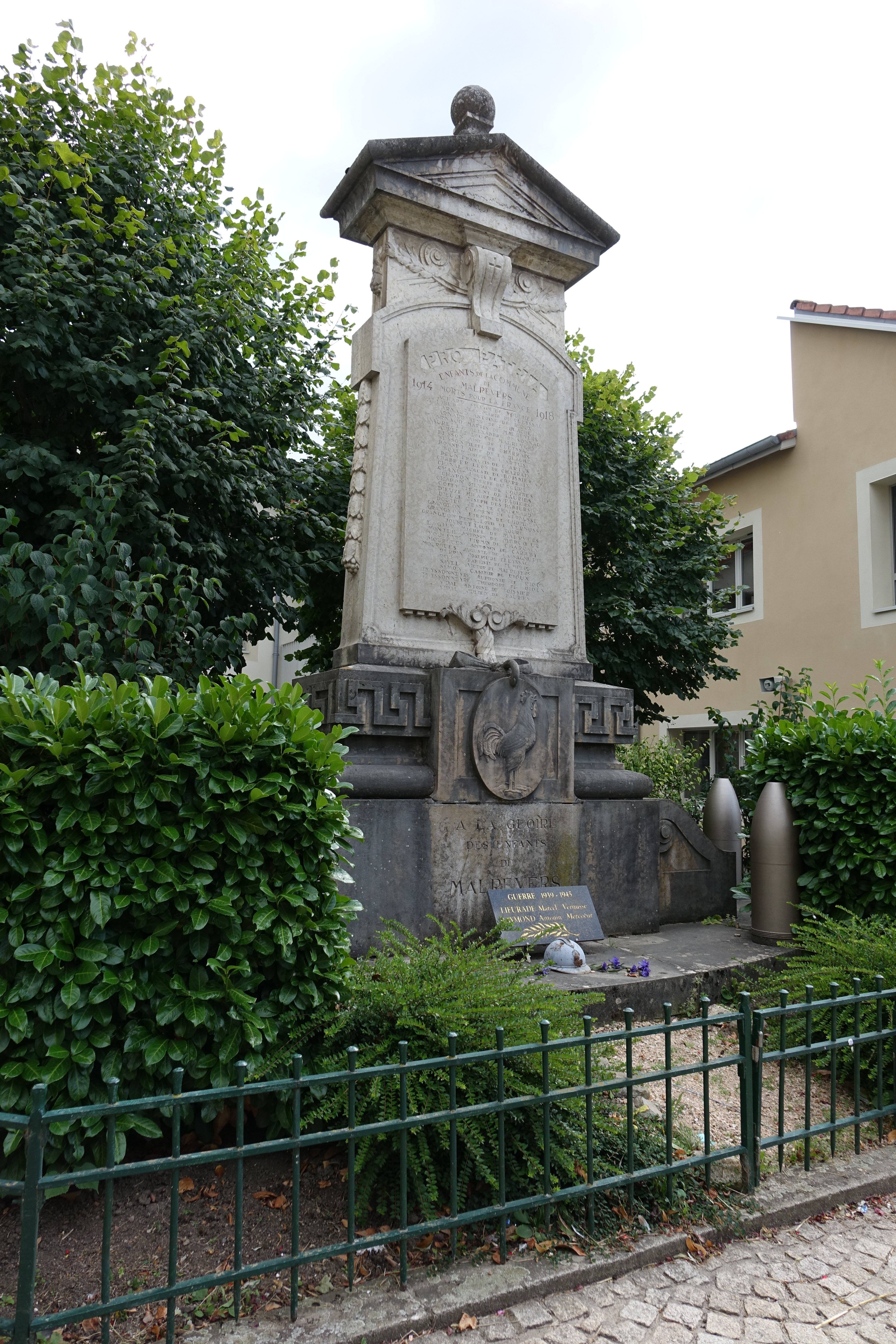
Gefallenendenkmal